# Буки (Калужская область)
Буки — деревня в Хвастовичском районе Калужской области. Входит в состав сельского поселения «Село Кудрявец».

## История
В прошлом являлась владениями Голицыных.
С 1861 года в составе Старосельской волости Карачевского уезда Орловской губернии. В 1866 году — владельческая деревня при колодцах по правую сторону от дороги из Карачева в Жиздру, в которой насчитывалось 12 домов.
В 1920 году в составе уезда передана в Брянскую губернию. С 1924 года в Хотынецкой волости. В 1926 году в деревне, входившей в Палькевичский сельсовет, насчитывалось 81 домохозяйство.
После введения районного деления вошла в Хвастовичский район, а в 1944 году в составе района передана Калужскую область.

## Население
| 1866 | 1926  | 2002 | 2010 |
| ---- | ----- | ---- | ---- |
| 134  | ↗ 436 | ↘ 21 | ↘ 3  |